# Les Plus Beaux Villages d'Espagne
Les Plus Beaux Villages d'Espagne (en espagnol Los Pueblos más Bonitos de España) est une association créée en 2011 pour promouvoir, diffuser et préserver le patrimoine culturel, naturel et rural dans les zones géographiques ayant un niveau faible d'industrialisation et de population.

## Objectif
L'association constitue un outil de diffusion culturelle fondée sur le modèle français de l'association Les Plus Beaux Villages de France créée en 1982 et qui s'internationalise depuis cette date.
Son objectif est, selon ses statuts :

« La asociación tiene los siguientes fines: fomentar, difundir y preservar el patrimonio cultural, natural y rural, sensibilización y educación hacia el respeto de los valores del patrimonio rural, fomento del turismo cultural, promoción de zonas geográficas con menor nivel de industrialización, reducción de desequilibrios territoriales y poblacionales, con respeto de la diversidad cultural de las distintas nacionalidades y sus correspondientes lenguas. »— Statuts de l'association Les Plus Beaux Villages d'Espagne.

« L'association poursuit les objectifs suivants : promouvoir, diffuser et préserver le patrimoine culturel, naturel et rural, la sensibilisation et l'éducation vers le respect des valeurs du patrimoine rural, le développement du tourisme culturel, la promotion des zones géographiques peu industrialisées, la réduction des déséquilibres territoriaux et de population, dans le respect de la diversité culturelle des différentes nationalités et de leurs langues correspondantes. »

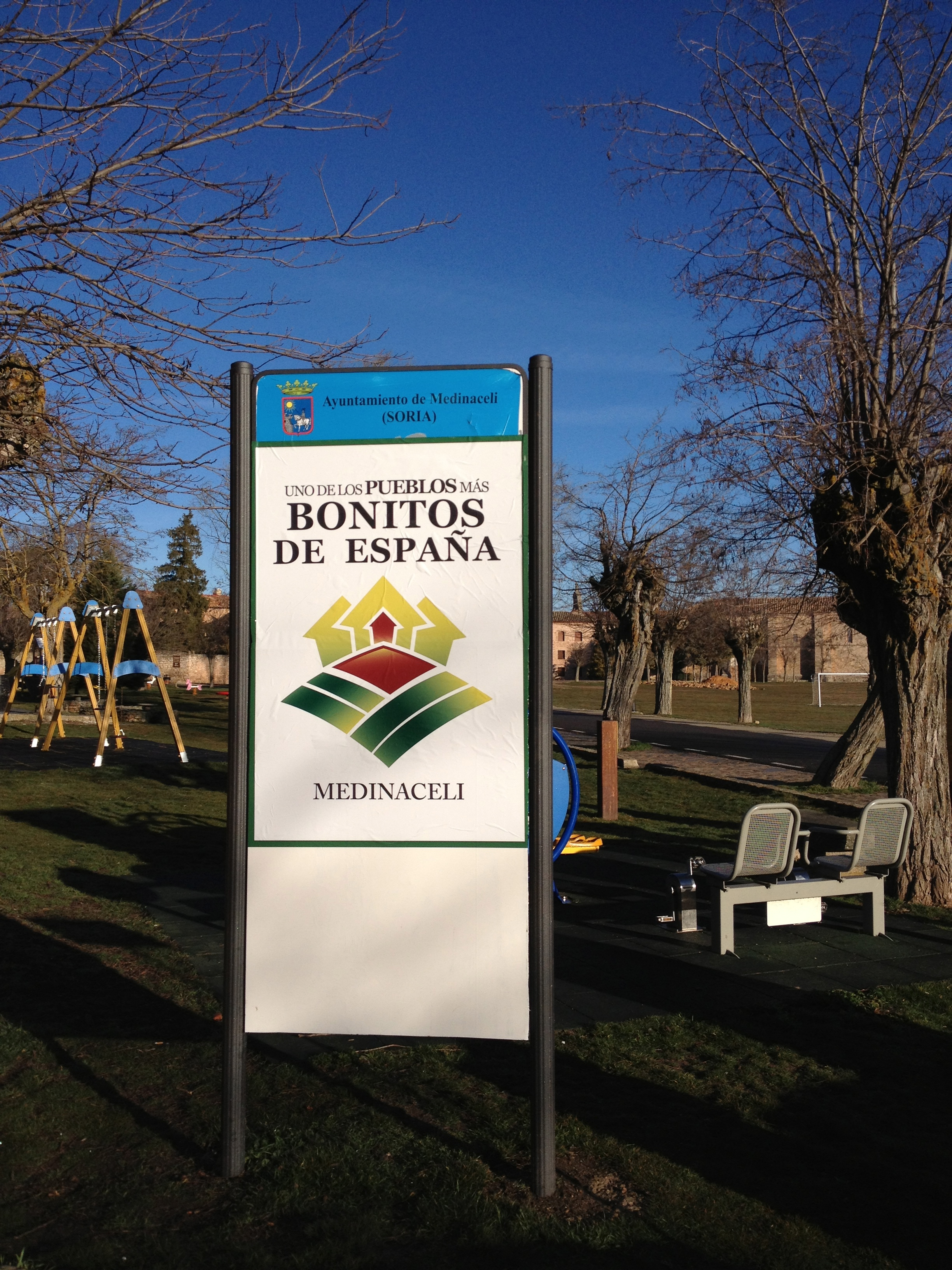
Affiche à Medinaceli (Soria)

Depuis 2016, Les Plus Beaux Villages d'Espagne font partie de l'association internationale Les Plus Beaux Villages de la Terre.

## Villages adhérents

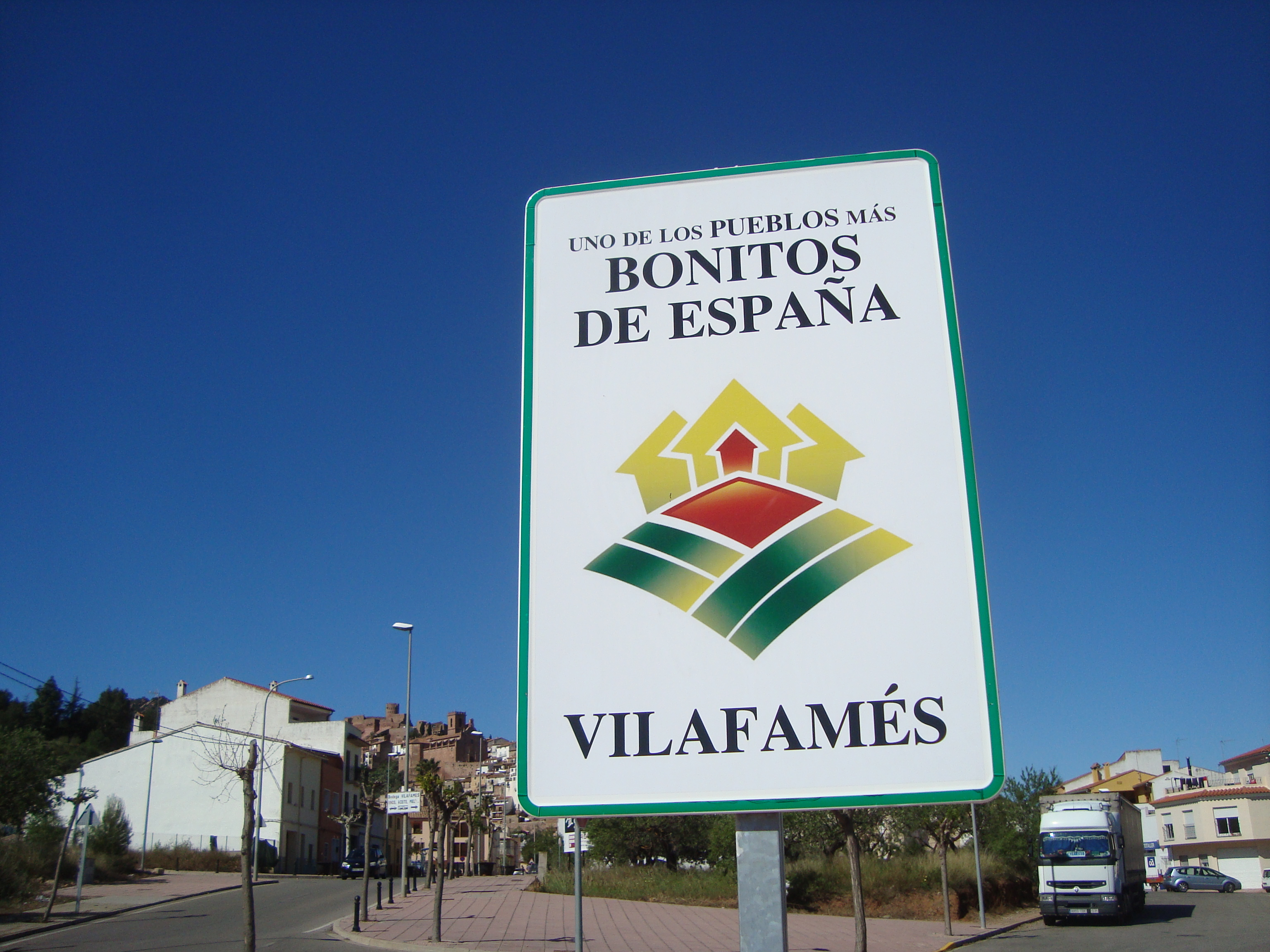
Vilafamés (Castellón)

Le 30 janvier 2013 ont été présentés à Madrid, lors d'une conférence de presse à l'occasion de la Foire internationale du tourisme (FITUR), les 14 premiers villages du réseau des Plus Beaux Villages de l'Espagne, avec comme chef de file la commune de Peníscola,,,,.
En juillet 2013, Santillana del Mar adhère à l'association et le 9 janvier 2014, 9 autres localités adhèrent à l'association.
En janvier 2014, 24 communes sont membres du réseau.
En janvier 2017, elles sont 57.
En septembre 2019, elles sont 79.
En décembre 2020, elles sont 94.
| Communauté autonome    | Province           | Village                     | Année d'adhésion |
| ---------------------- | ------------------ | --------------------------- | ---------------- |
| Andalousie             | Almería            | Lucainena de las Torres     | 2013             |
| Andalousie             | Almería            | Mojácar                     | 2013             |
| Andalousie             | Almería            | Níjar                       | 2019             |
| Andalousie             | Cadix              | Castellar de la Frontera    | 2019             |
| Andalousie             | Cadix              | Grazalema                   | 2017             |
| Andalousie             | Cadix              | Setenil de las Bodegas      | 2019             |
| Andalousie             | Cadix              | Vejer de la Frontera        | 2014             |
| Andalousie             | Cadix              | Zahara de la Sierra         | 2018             |
| Andalousie             | Cordoue            | Zuheros                     | 2016             |
| Andalousie             | Grenade            | Bubión                      | 2018             |
| Andalousie             | Grenade            | Capileira                   | 2017             |
| Andalousie             | Grenade            | Pampaneira                  | 2013             |
| Andalousie             | Huelva             | Almonaster la Real          | 2018             |
| Andalousie             | Jaén               | Segura de la Sierra         | 2018             |
| Andalousie             | Málaga             | Frigiliana                  | 2015             |
| Aragon                 | Huesca             | Aínsa                       | 2015             |
| Aragon                 | Huesca             | Alquézar                    | 2015             |
| Aragon                 | Huesca             | Ansó                        | 2015             |
| Aragon                 | Huesca             | Roda de Isábena             | 2019             |
| Aragon                 | Teruel             | Albarracín                  | 2013             |
| Aragon                 | Teruel             | Calaceite                   | 2013             |
| Aragon                 | Teruel             | Cantavieja                  | 2014             |
| Aragon                 | Teruel             | Mirambel                    | 2018             |
| Aragon                 | Teruel             | Puertomingalvo              | 2013             |
| Aragon                 | Teruel             | Rubielos de Mora            | 2013             |
| Aragon                 | Teruel             | Valderrobres                | 2013             |
| Aragon                 | Saragosse          | Anento                      | 2015             |
| Aragon                 | Saragosse          | Sos del Rey Católico        | 2016             |
| Asturies               | Asturies           | Lastres                     | 2014             |
| Asturies               | Asturies           | Tazones                     | 2019             |
| Asturies               | Asturies           | Torazo                      | 2016             |
| Baléares               | Baléares           | Alcúdia                     | 2019             |
| Baléares               | Baléares           | Fornalutx                   | 2017             |
| Baléares               | Baléares           | Pollensa                    | 2019             |
| Canaries               | Las Palmas         | Betancuria                  | 2019             |
| Canaries               | Las Palmas         | Teguise                     | 2019             |
| Canaries               | Las Palmas         | Tejeda                      | 2015             |
| Cantabrie              | Cantabrie          | Bárcena Mayor               | 2015             |
| Cantabrie              | Cantabrie          | Carmona                     | 2019             |
| Cantabrie              | Cantabrie          | Liérganes                   | 2016             |
| Cantabrie              | Cantabrie          | Mogrovejo                   | 2019             |
| Cantabrie              | Cantabrie          | Potes                       | 2019             |
| Cantabrie              | Cantabrie          | Santillana del Mar          | 2013             |
| Castille-La Manche     | Albacete           | Alcalá del Júcar            | 2014             |
| Castille-La Manche     | Ciudad Real        | Almagro                     | 2015             |
| Castille-La Manche     | Ciudad Real        | Villanueva de los Infantes  | 2017             |
| Castille-La Manche     | Guadalajara        | Atienza                     | 2019             |
| Castille-La Manche     | Guadalajara        | Hita                        | 2017             |
| Castille-La Manche     | Guadalajara        | Pastrana                    | 2019             |
| Castille-La Manche     | Guadalajara        | Valverde de los Arroyos     | 2013             |
| Castille-et-León       | Ávila              | Bonilla de la Sierra        | 2019             |
| Castille-et-León       | Burgos             | Caleruega                   | 2017             |
| Castille-et-León       | Burgos             | Covarrubias                 | 2017             |
| Castille-et-León       | Burgos             | Frías                       | 2014             |
| Castille-et-León       | Burgos             | Lerma                       | 2018             |
| Castille-et-León       | León               | Castrillo de los Polvazares | 2019             |
| Castille-et-León       | León               | Peñalba de Santiago         | 2016             |
| Castille-et-León       | Salamanque         | Candelario                  | 2015             |
| Castille-et-León       | Salamanque         | Ciudad Rodrigo              | 2016             |
| Castille-et-León       | Salamanque         | La Alberca                  | 2014             |
| Castille-et-León       | Salamanque         | Ledesma                     | 2018             |
| Castille-et-León       | Salamanque         | Miranda del Castañar        | 2017             |
| Castille-et-León       | Salamanque         | Mogarraz                    | 2014             |
| Castille-et-León       | Ségovie            | Ayllón                      | 2013             |
| Castille-et-León       | Ségovie            | Maderuelo                   | 2013             |
| Castille-et-León       | Ségovie            | Pedraza                     | 2014             |
| Castille-et-León       | Ségovie            | Sepúlveda                   | 2016             |
| Castille-et-León       | Soria              | Medinaceli                  | 2013             |
| Castille-et-León       | Soria              | Monteagudo de las Vicarías  | 2019             |
| Castille-et-León       | Soria              | Vinuesa                     | 2019             |
| Castille-et-León       | Soria              | Yanguas                     | 2017             |
| Castille-et-León       | Valladolid         | Urueña                      | 2014             |
| Castille-et-León       | Zamora             | Puebla de Sanabria          | 2017             |
| Catalogne              | Province de Lérida | Bagergue                    | 2019             |
| Communauté de Madrid   | Madrid             | Chinchón                    | 2017             |
| Communauté valencienne | Alicante           | Guadalest                   | 2015             |
| Communauté valencienne | Castellón          | Culla                       | 2019             |
| Communauté valencienne | Castellón          | Morella                     | 2013             |
| Communauté valencienne | Castellón          | Peñíscola                   | 2013             |
| Communauté valencienne | Castellón          | Vilafamés                   | 2015             |
| Estrémadure            | Badajoz            | Olivenza                    | 2019             |
| Estrémadure            | Cáceres            | Guadalupe                   | 2018             |
| Estrémadure            | Cáceres            | Robledillo de Gata          | 2019             |
| Estrémadure            | Cáceres            | San Martín de Trevejo       | 2019             |
| Estrémadure            | Cáceres            | Trujillo                    | 2016             |
| Galice                 | La Corogne         | Ponte Maceira               | 2019             |
| Galice                 | Ourense            | Castro Caldelas             | 2018             |
| Galice                 | Lugo               | Mondoñedo                   | 2018             |
| La Rioja               | La Rioja           | Briones                     | 2018             |
| La Rioja               | La Rioja           | Sajazarra                   | 2017             |
| La Rioja               | La Rioja           | Viniegra de Abajo           | 2019             |
| La Rioja               | La Rioja           | Viniegra de Arriba          | 2019             |
| Navarre                | Navarre            | Ujué                        | 2017             |
| Pays basque            | Alava              | Laguardia                   | 2016             |